# OC Fe 2/2 33
Der Fe 2/2 33 war ein elektrischer Gütertriebwagen der Orbe–Chavornay-Bahn (OC), französisch Chemin de fer Orbe–Chavornay. Erbaut wurde das Fahrzeug damals von der Schweizerische Wagons-Fabrik in Schlieren-Zürich (SWS), wobei die elektrische Ausrüstung von der Maschinenfabrik Oerlikon (MFO) stammt. 

## Geschichte
Der Triebwagen wurde im Jahre 1921 mit hölzernem Wagenkasten abgeliefert. Er hatte im Gegensatz zum Fe 2/2 32 von Anfang an eine Druckluftbremse.
1956 erfolgte der Ersatz der beiden Lyrabügel durch einen Scherenstromabnehmer.
1986 fand die Ausserbetriebsetzung statt, nachdem er zuletzt in der Reserve und im Rangierdienst in Orbe eingesetzt worden war.
1987 folgte die Abgabe an die Chemin de fer touristique Rive Bleu Express (REB), die auf einem Abschnitt der Tonkin-Linie zwischen dem schweizerischen Le Bouveret und dem französischen Évian-les-Bains am Genfersee zwischen 1986 und 1998 historische Züge anbot. In diesen war er, mit ausgebauter elektrischer Ausrüstung, als Barwagen im Einsatz. 
2006 fand, nach einem Achsschaden bei der Überführungsfahrt zum vorgesehenen neuen Besitzer, der Zürcher Museums-Bahn (ZMB), der Abbruch statt.

## Anstrich
Der Anstrich war bis 1968 hellgrau, dann gelb mit rotem Warnstreifen. Beim Rive Bleu Express wurde er 1987 braun/crème lackiert, passend zum ebenfalls von der Orbe–Chavornay-Bahn stammenden C 25. 